# Isabel Knaggs
Isabel Ellie Knaggs (Durban, Sudáfrica, 2 de agosto de 1893-Sídney, Australia, 29 de noviembre de 1980) fue una cristalógrafa y química que contribuyó al desarrollo de la cristalografía de rayos X y sus aplicaciones para la determinación de estructuras de compuestos de carbono.

## Educación y carrera
Isabell Knaggs nació en Durban, Sudáfrica en 1893. Asistió a la escuela en Londres, Reino Unido. Entre 1913 y 1917,
Knaggs estudió Química con William Jackson Pope en Girton College, una escuelas de la Universidad de Cambridge que admitía mujeres en esa época. Tras graduarse, trabajó como asistente de investigación en el Laboratorio Mineralógico de Cambridge y enseñó Geología en Bedford College.
En 1921 inició un doctorado en la Escuela Imperial de Londres (Universidad de Londres). Posteriormente obtuvo una beca de investigación y se unió al grupo de William Henry Bragg, el cofundador de la nueva técnica de la cristalografía de rayos X en la Royal Institution y en 1927 obtuvo una posición permanente en esta institución. Trabajó también como consultora par la compañía farmacéutica Burroughs Wellcome, y, durante la Segunda Guerra Mundial llevó a cabo investigaciones de varias estructuras cristalinas para varios departamentos del gobierno británico. Tras su jubilación fue invitada como Profesora visitante a la Royal Institution entre 1963-1966 y 1974-1977. Falleció en Sídney, a donde se había trasladado para vivir con unos parientes.

## Contribuciones científicas
Knaggs determinó la estructura de numerosos compuestos, entre ellas la del bencilo, en colaboración con Kathleen Lonsdale, y la del triazina cianúrica, un potente explosivo. Una de sus contribuciones notables fue establecer que los átomos de carbón en compuestos con otros átomos adoptan una geometría de coordinación tetraédrica. LLegó a esta conclusión en varias estructuras antes de que se hubieran desarrollado las técnicas de síntesis de Fourier que permiten visualizar la densidad electrónica de las moléculas estudiadas por difracción de rayos X. La aplicación de conceptos químicos, como la valencia y la importancia de la configuración espacial fue otro de sus aportes reconocidos a la cristalografía de rayos X.
Knaggs publicó numerosos artículos durante su carrera y escribió, con Constance Elam y Berta Karlik Tables of cubic crystal structure of elements and compounds (A. Hilger, ltd., 1932).

## Reconocimientos
En 1921 fue elegida miembro de la Sociedad Geológica de Londres.